# Enamorándose de la inocencia
Enamorándose de la inocencia (en hangul, 순정에 반하다; romanización revisada, Sunjeonge Banhada) también conocida como Fall in Love with Soon Jung y Falling for Innocence, es una serie de televisión surcoreana de comedia romántica emitida durante 2015 y protagonizada por Jung Kyung-ho, Kim So Yeon y Yoon Hyun Min.
Fue trasmitida por JTBC desde el 3 de abril hasta el 23 de mayo de 2015, con una longitud de 16 episodios emitidos las noches de cada viernes y sábados a las 21:45 (KST). El título es un juego de palabras en coreano, puesto que el nombre Soon Jung significa inocencia.

## Sinopsis
Kang Min Ho es un despiadado hombre de negocios que trabaja en Gold Partners, una importante empresa de inversión, y que tiene un interés personal en contra de la compañía de Hermia Group. Su padre, un filántropo, fue en otro tiempo el CEO de Hermia, pero fue acusado de malversación de fondos después de su muerte, lo que llevó a la madre de Min Ho a suicidarse y todas sus acciones fueron transferidas a Kang Hyun Chul, el tío de Min Ho, que ahora dirige la empresa. Min Ho cree que a su padre le tendieron una trampa, y está decidido a vengarse y a arrebatarle el control de Hermia. Quiere que eso sea su último acto en vida, ya que su médico le diagnosticó una miocardiopatía dilatada — la misma condición que mató a su padre — y sólo le queda un mes de vida. En La donación de un corazón lo salvaría, aunque la búsqueda de uno que le sirva es poco probable, dado que su tipo de sangre es poco común.
Mientras sigue los pasos de su tío, Min Ho se encuentra con Kim Soon Jung, la hija del exsecretario de su padre y que ahora trabaja en Hermia como asistente ejecutivo del presidente Kang. Soon Jung está felizmente comprometida con Ma Dong Wook, un detective, aunque sin saber que su amigo de la infancia y colega Lee Joon Hee la ha amado durante años. Después Dong Wook tiene un altercado con Min Ho, cuando éste trata de cerrar la fábrica de cosméticos Hermia que emplea a su padre Ma Tae Seok y al padre de Joon Hee, Lee Jung Gu, que es guardia de seguridad, además Min Ho chantajea a Soon Jung para que trabaje para él.
Joon Hee es el director de asuntos legales de Hermia, pero se ha resentido mucho haciendo el trabajo sucio del Presidente Kang. Cuando la investigación de Dong Wook indica que los productos de cuidado de la piel de Hermia están siendo manipulados y revela la participación de Joon Hee, Dong Wook le dice a Joon Hee que confiese todo o va a arrestarlo. Poco después, Dong Wook muere en un extraño giro del destino y Min Ho se convierte en el paciente a quien le donan el corazón y se recupera por completo, pero Min Ho comienza a exhibir diferentes rasgos de personalidad y hábitos, similares a los del fallecido Dong Wook, y se enamora por completo de Soon Jung.

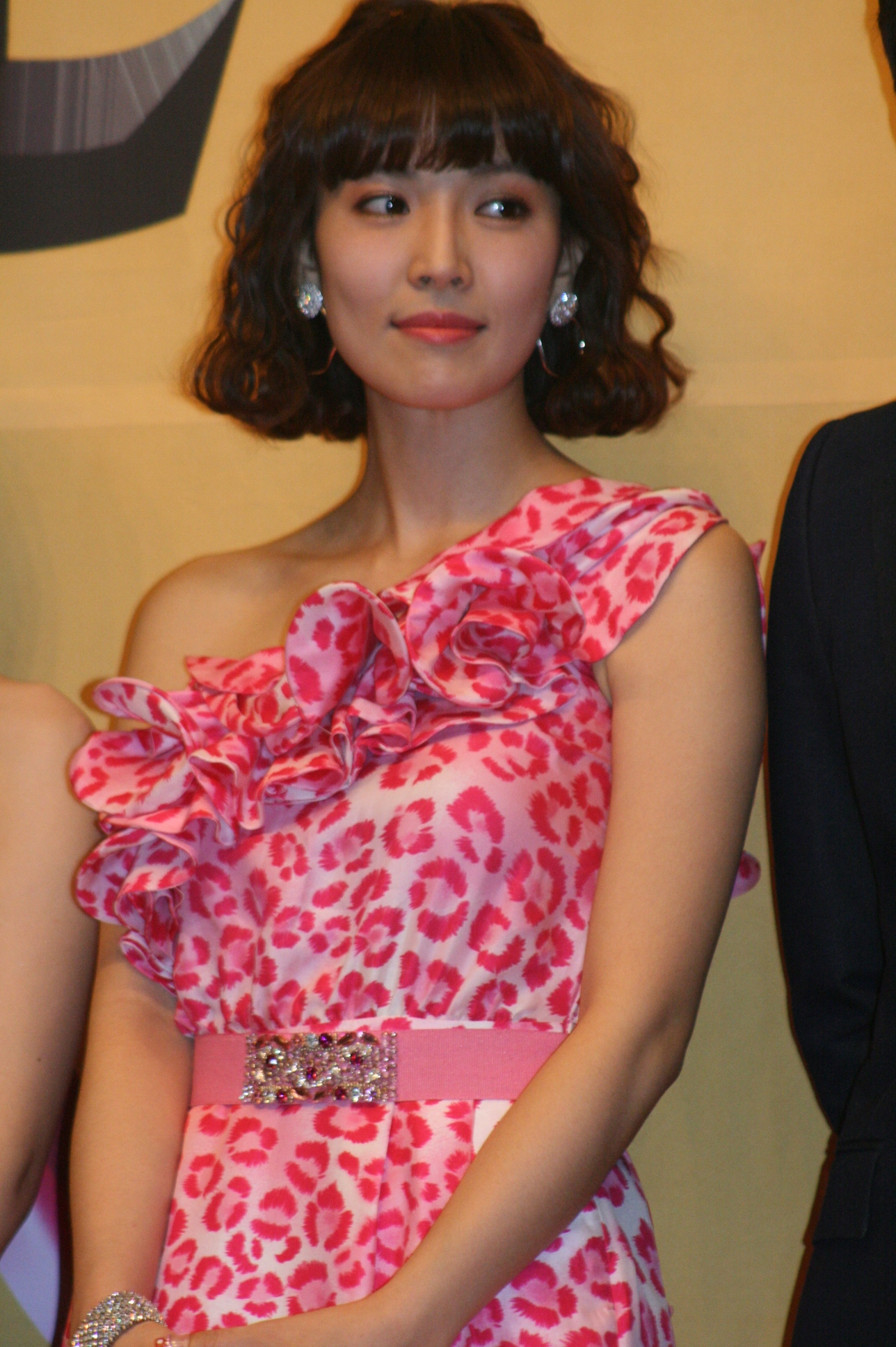
La actriz Kim So Yeon que interpreta a Kim Soon Jung (inocencia).

## Reparto

### Principal
- Jung Kyung-ho como Kang Min Ho.
- Kim So Yeon como Kim Soon Jung.
- Yoon Hyun Min como Lee Joon Hee.

### Secundario
- Jin Goo como Ma Dong Wook.
- Gong Hyun Joo como Han Ji Hyun.
- Lee Si-eon como Oh Woo-sik.
- Park Yeong-gyu como Kang Hyun-chul.
- Ahn Suk Hwan como Ma Tae Seok.
- Nam Myung Ryul como Lee Jung Gu.
- Jo Eun-ji como Na Ok Hyun.
- Kim Jung Seok como Director Yoon.
- Lee Soo Ji como Oh Mi Ru.
- Jung Yoo-min como Yoo Yoo Mi.[4]
- Lee Tae Woo como Young Min Ho.
- An Seok Hwan como Ma Tae Seok.
- Nam Myeong Ryeol como Lee Jeong Gu.
- Lee Dal Hyung como Jang Jong Cheol.
- Um Hyo-sup como el doctor Jo Nam-soo.
- Ricky Kim como Wigo (cameo, episodio 4).
- Hwang Seok Jeong.
- Im Sung Eun.
- Kim Hee Jung.
- Jang Tae Sung.
- Kim Young-hoon como Fiscal Park (episodio 1)

## Emisión internacional
- Estados Unidos: KTSF-26.[5]
- Filipinas: GMA Network.[6]
- Taiwán: GTV.[7]